# Lipizzaner

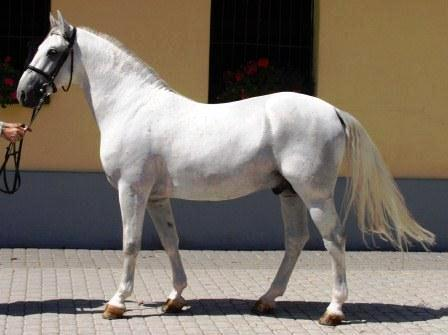
Lipizzaner, klassiek type

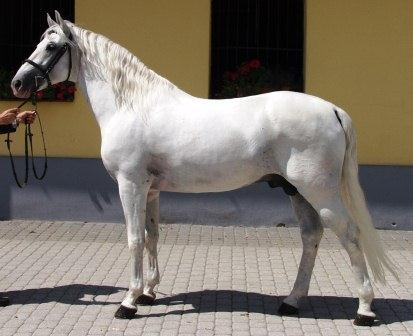
Lipizzaner, moderner type

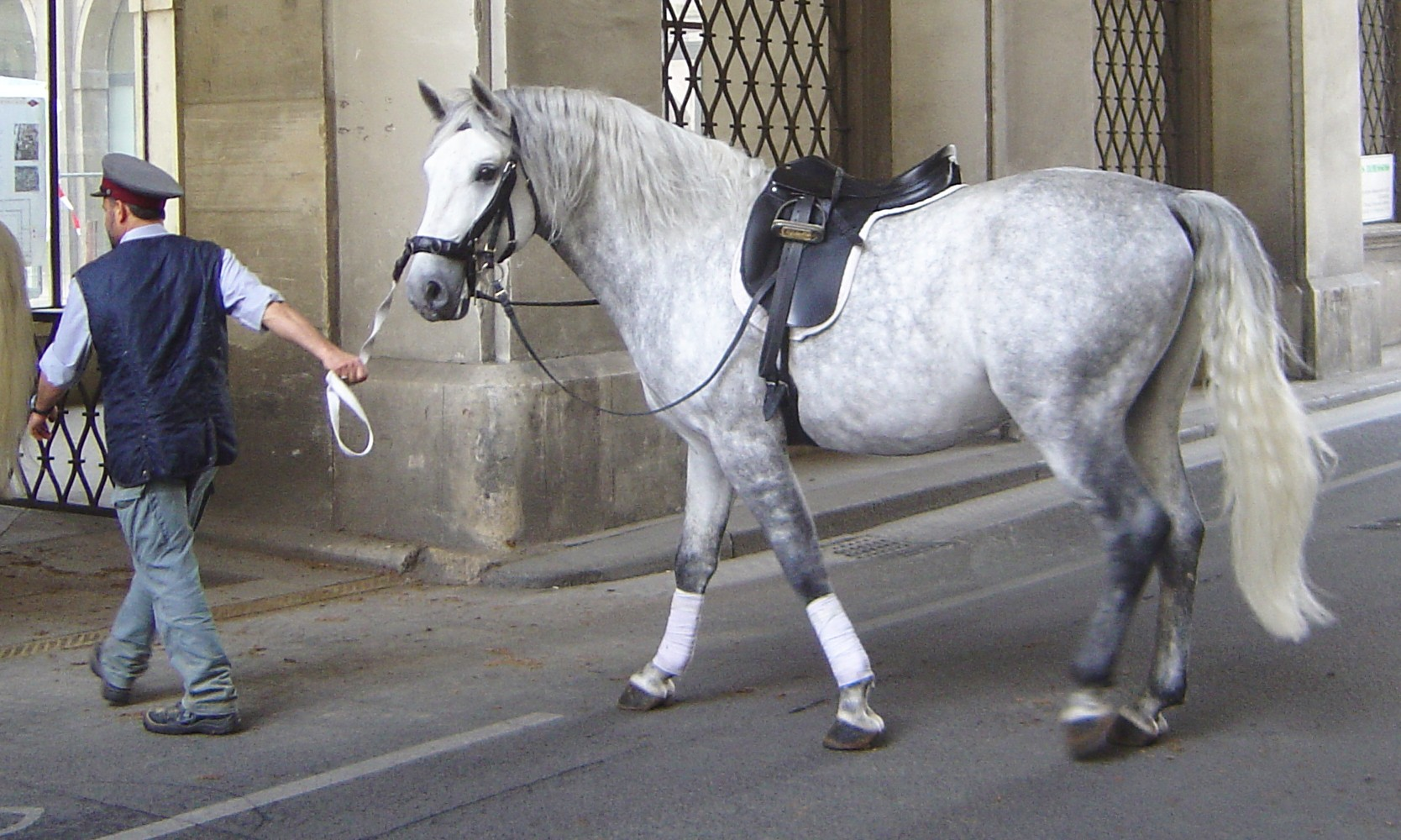
Lipizzaner in Wenen

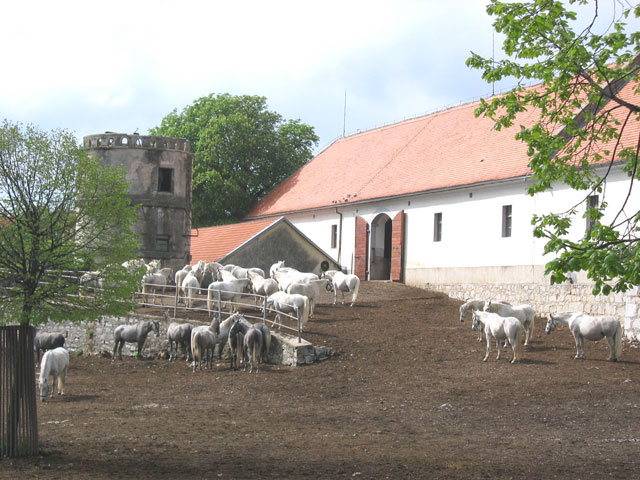
Stoeterij Lipica

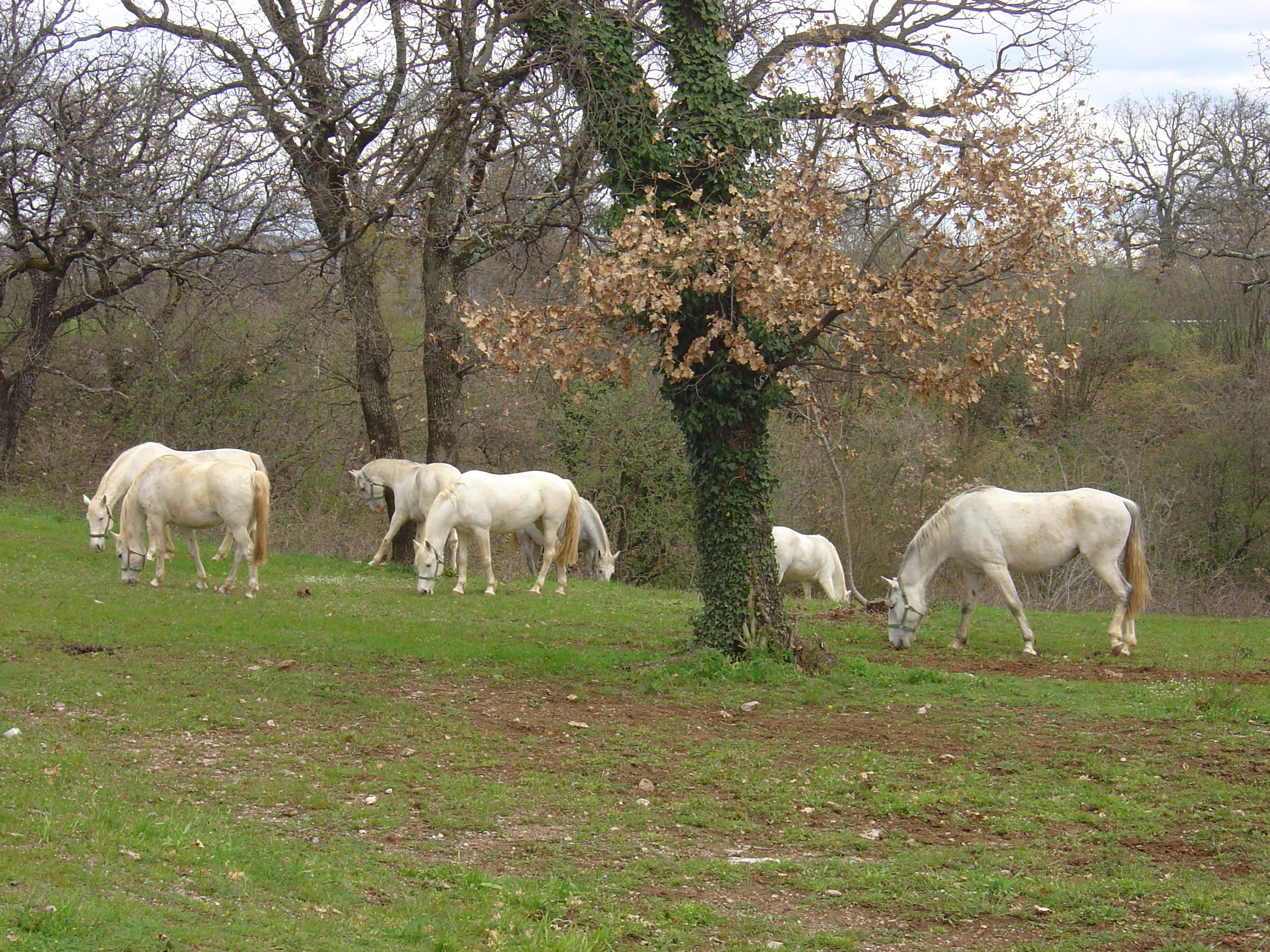
Stoeterij Lipica

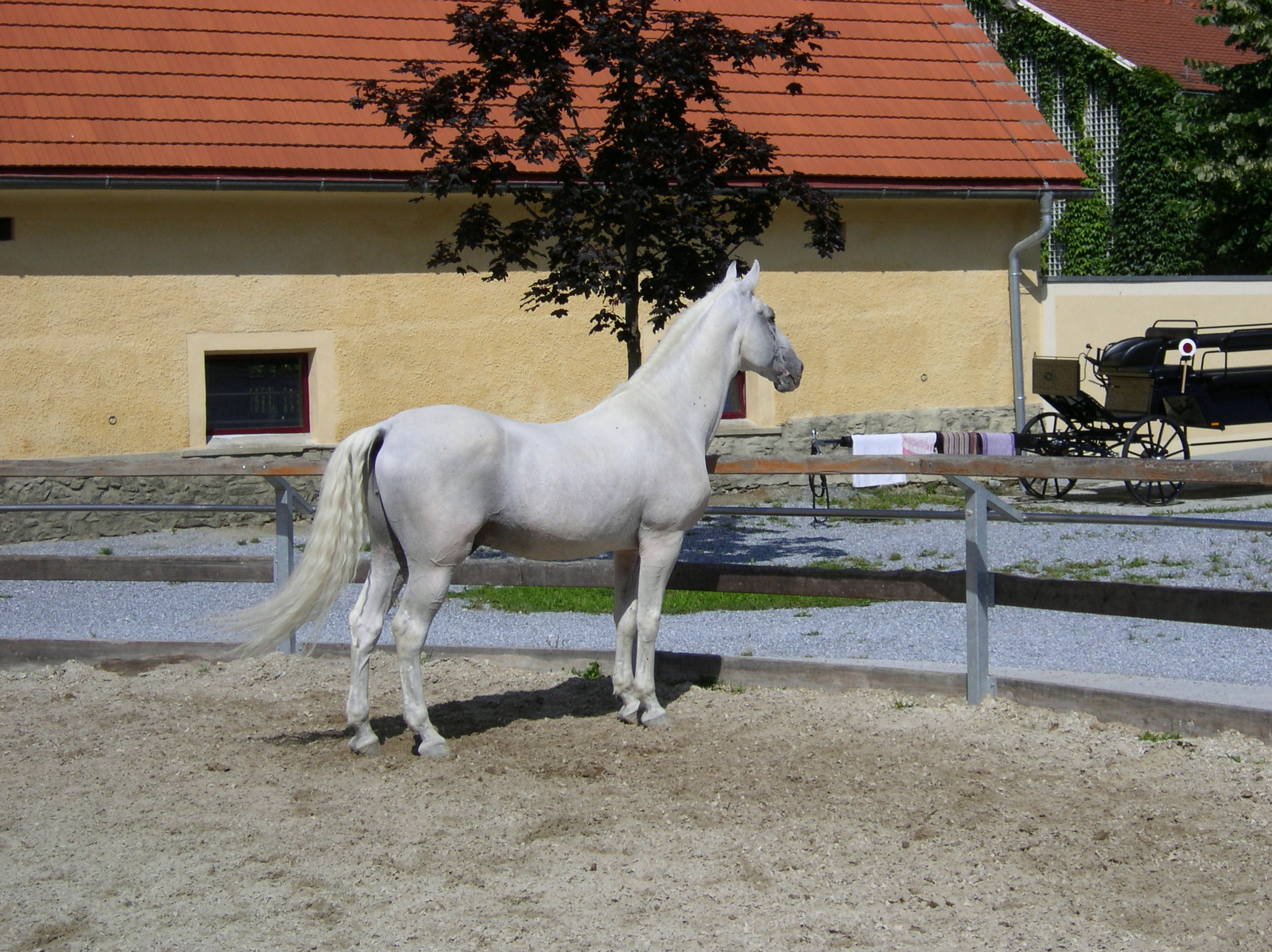
Lipizzaner

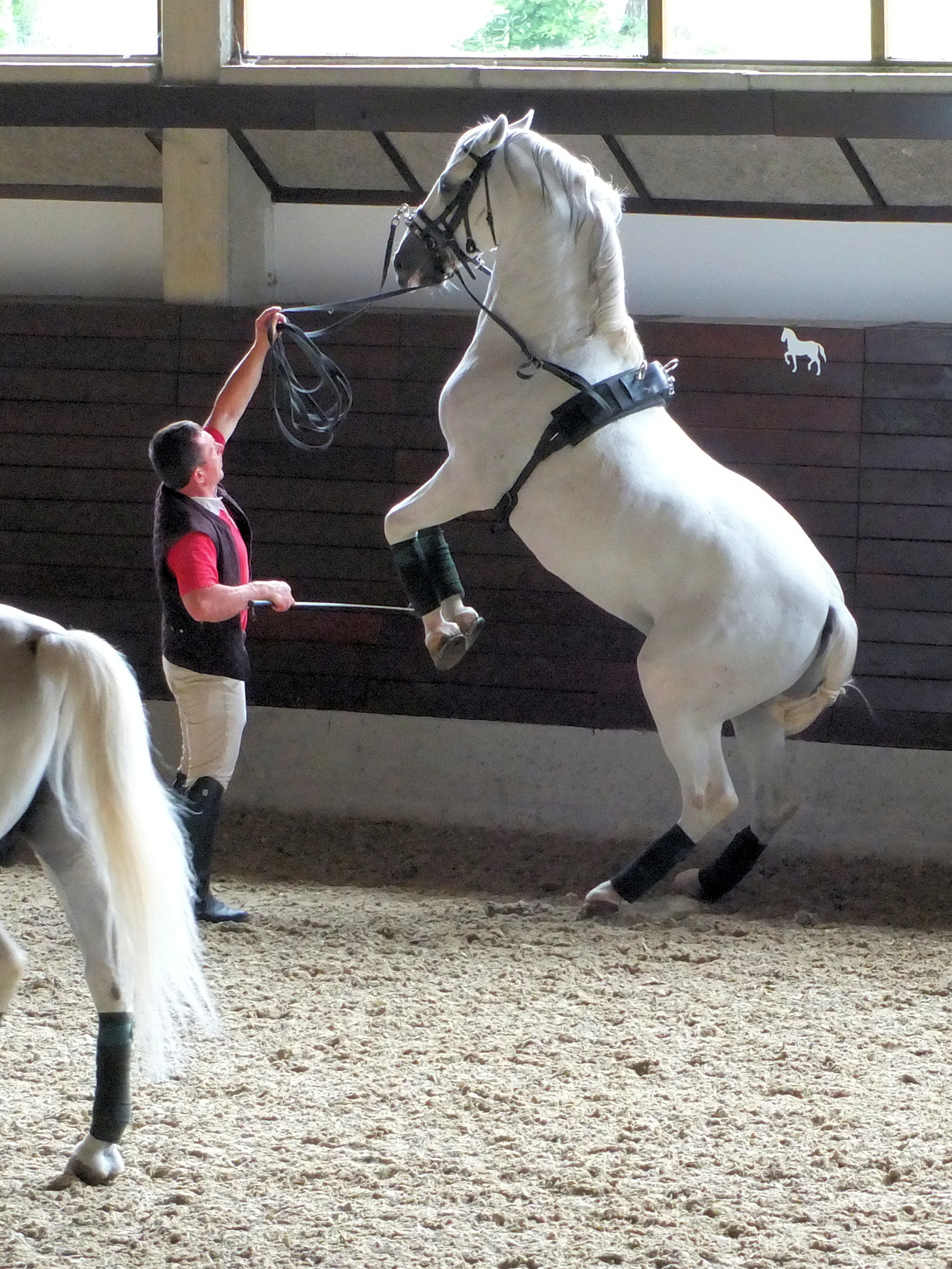
Training in Lipica

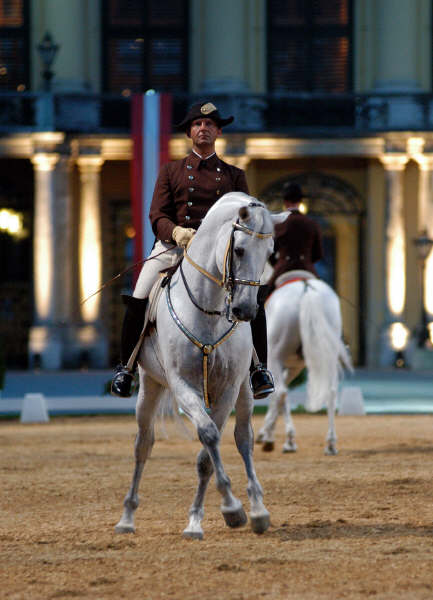
Lipizzanerhengst Maestoso Basowizza in de Spaanse Hofrijschool

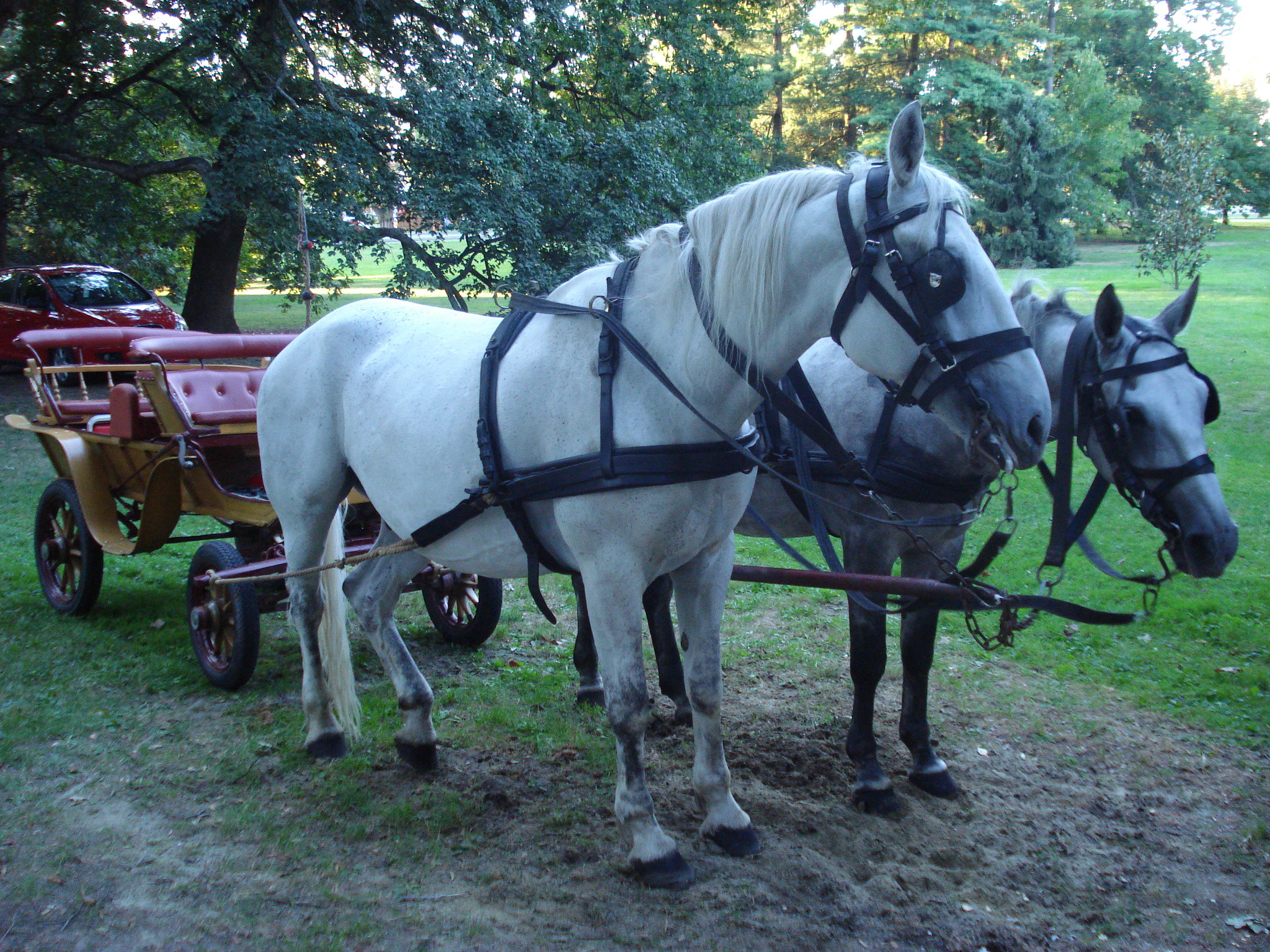
Twee lipizzaners voor een wagen in Kroatië

De lipizzaner is een warmbloedpaardenras dat zijn oorsprong kent in de Habsburgse keizerlijke hofstoeterij "Lippiza" (1580-1915), thans bekend als Lipica (bij Sežana) in het huidige Slovenië.

## Uiterlijk
De lipizzaner paarden zijn meestal schimmel (als veulen donker geboren, maar na verloop van jaren wit wordend). Naast schimmels komen ook de kleuren bruin, donkerbruin en zwart voor, incidenteel vos en valk. Het hoofd is uitdrukkingsvol, met grote sprekende ogen. De neuslijn is subconvex (een licht bollende ramsneus).
De stokmaat ligt in de praktijk tussen de 148 en 162 centimeter, de rassenstandaard is tussen 155 en 158 centimeter. De hals is vrij hoog aangezet en geeft een trotse indruk. Het lichaam kent een vloeiende bovenlijn, met weinig geprononceerde schoft, middellange rug en rond kruis. Het behang is fijn en zijde-achtig. De benen zijn kort, hard en sterk, de voeten klein en uitstekend gevormd. De bewegingen zijn trots en verheven. De lipizzaner behoort een natuurlijke aanleg voor verzameling te hebben, zodat de zwaarste oefeningen van de klassieke dressuur uitgevoerd kunnen worden.

## Geschiedenis
De oorsprong van het ras gaat terug tot 1580. In dat jaar stichtte de Oostenrijkse aartshertog Karel II van Oostenrijk een eigen hofstoeterij. Hij kocht van de bisschop van Triëst het landgoed "Lippiza" bij Sežana (Sessana) en verordonneerde de bouw van een stoeterij. Zijn doelstelling was om paarden voor transport, parades, oorlog en jacht te fokken, vooral ten behoeve van zijn eigen hof in Graz. De statige Spaanse paarden van de hofstoeterij van zijn neef, de Spaanse koning Filips II, in Córdoba (Las Caballerizas Reales de Córdoba) waren voor hem een inspiratie.
De bouw van de stoeterij omvatte ook het cultiveren van de ruwe karstbodem. Aarde werd aangevoerd uit de wijde omgeving om de stenige bodem te verrijken en vervolgens te bebossen. Wegens watergebrek werd een systeem voor regen- en dauwopvang ontwikkeld. De aankoop van de eerste paarden werd gedaan in Spanje in 1581. In de daaropvolgende jaren volgden verschillende transporten van hengsten en merries uit Zuid-Spanje, aangekocht door de Oostenrijkse ambassadeur in Spanje, baron Khevenhüller. Naast Spaanse paarden werden later ook paarden van een vergelijkbaar type (de napolitaners) uit Italië aangevoerd. Hoewel latere geschiedschrijvers hebben geschreven dat er ook inlandse paarden ("karster") in de hofstoeterij Lippiza zouden zijn gebruikt, valt hierover in de keizerlijke archieven niets terug te vinden.
Toen Ferdinand II, de zoon van Karel II, in Wenen keizer werd, werd de hofstoeterij Lippiza sindsdien hofleverancier van barokke rij- en koetspaarden voor het keizerlijke hof. Naast Lippiza bezat het hof nog andere stoeterijen, zoals de fokkerij van de Kladruber in Kladruby nad Labem, Kopcany, Enyed en Halbturn. Tussen deze stoeterijen bestond een voortdurende uitwisseling van fokmateriaal van het Spaanse type.
Vanaf het begin van de 18e eeuw werden naast Spaanse en Napolitaanse paarden ook fokpaarden aangekocht of verkregen uit andere hofstoeterijen in Europa. Bijvoorbeeld uit de Deense koninklijke stallen in Frederiksborg en de hofstoeterij Bückeburg in Duitsland. Bovendien werden ook verschillende Arabische paarden ingezet.
De paarden van de hofstoeterij Lippiza werden gedurende verschillende oorlogen regelmatig geëvacueerd. De eerste keren tijdens de Napoleontische oorlogen in 1796 en later. Aan het begin van de Eerste Wereldoorlog, in 1915 werd het paardenbestand van Lippiza overgebracht naar het Oostenrijkse Laxenburg bij Wenen. Na de Eerste Wereldoorlog viel het oude keizerrijk Oostenrijk-Hongarije uiteen en verviel de omgeving van Lippiza aan Italië. Het grootste deel van de keizerlijke kudde moest aan de Italianen worden afgegeven, die vanaf toen de Italiaanse spelling gebruikten: Lipizza en Lipizzaner. Zevenennegentig paarden bleven in de nieuwe republiek Oostenrijk, en werden in 1920 naar de stoeterij Piber bij Köflach gebracht. Deze paarden vormden, samen met de lipizzaners uit Radautz, de basis voor de huidige Oostenrijkse lipizzanerfokkerij, de leverancier van de Spaanse Hofrijschool in Wenen. Een aantal veulenjaargangen uit Lippiza en Laxenburg verbleven in 1919 nog in Kladrub, en vervielen aan de nieuwe Tsjechoslowaakse staat. In 1921 werden zij naar de nieuw opgerichte stoeterij Topol'cianky gebracht. In de overige nieuwe staten Hongarije, Roemenië, Tsjechoslowakije, en Joegoslavië werd de lipizzanerfokkerij tussen 1919 en de Tweede wereldoorlog zelfstandig opgezet en uitgebreid, op eigen staatsstoeterijen.
Een volgende grote verhuizing vond in de Tweede Wereldoorlog plaats. De Duitse legertop beval in 1942 alle lipizzaners die zich binnen hun macht bevonden, te verzamelen en naar het Tsjechische plaatsje Hostau (Hostouň) te deporteren. Het betrof hier de paarden uit de Italiaanse stoeterij Lipizza, het Oostenrijkse Piber, de Joegoslavische hofstoeterij Demir Kapija en de stallen van Dušanovo bij Skopje. Daarnaast werden de arabieren van de beroemde Poolse stoeterij Janow hieraan toegevoegd. Doel van de Duitsers was om een ideaalpaard te fokken voor de lichte bereden troepen, gebaseerd op lipizzaner bloed. In 1945 dreigden al deze paarden in Russische handen te vallen. Een reddingsactie door Amerikaanse troepen met goedkeuring van de beroemde generaal Patton bracht alle dieren in veiligheid. De Oostenrijkse paarden werden daarop naar Wimsbach (Oberösterreich) gebracht. Pas in 1952 konden ze terugkeren naar Piber. Omdat Lipizza niet meer Italiaans bleef maar aan Joegoslavië verviel, kwamen de Italiaanse paarden in Monterontondo (in de buurt van Rome) terecht. De overgebleven Joegoslavische paarden vielen onder het Amerikaanse leger, en werden pas in 1947 teruggegeven. Deze kwamen als enige oorspronkelijke paarden terug in de stallen van de oude Habsburgse hofstoeterij, vanaf toen "Lipica".
De lipizzaners doorstonden niet alleen de ondergang van het Habsburgse Rijk, de beide wereldoorlogen en de waanzinnige veredelingsproeven van Hitler, Stalin en Ceaușescu, maar ook de oorlog in de jaren negentig die het einde van het oude Joegoslavië betekende.
Naast bovengenoemde stoeterijen worden tegenwoordig lipizzaners ook nog gefokt in de Kroatische stoeterijen Đakovo en Lipik, de Bosnische stoeterij Vucijak (te Prnjavor), de Servische stoeterij Karadjordjevo, in de Hongaarse stoeterij Szilvásvárad en de Roemeense stoeterijen Sambata de Jos en Beclean. Bovendien waaierde de lipizzaner na de Tweede Wereldoorlog uit over de wereld. Privéfokkers zijn over de hele wereld actief, niet alleen in Europa, maar ook in de Verenigde Staten, Australië en Zuid-Afrika. Beroemde grotere privéstoeterijen zijn onder andere Temple Farms in de buurt van Chicago, de South African Lipizzaner in Kyalami en Kelebija in Servië.

## Bloedopbouw
Hoewel er in de drie eeuwen fokkerijgeschiedenis van de hofstoeterij Lippiza (1580-1915) honderden hengsten van het Spaanse, barokke type werden ingezet, ontstonden er uit eigen bloedlijnen een aantal hengstenstammen. Enkele, zoals Toscanello en Lipp, stierven reeds uit, maar we kennen nog steeds een zestal lijnen, die terugvoeren naar een stamvader in de 18e of 19e eeuw:
- Pluto (* 1765) Deense witgeboren hengst uit hofstoeterij Frederiksborg
- Neapolitano (* 1790) Napolitaanse bruine hengst
- Conversano (* 1767) Napolitaanse zwarte hengst uit de stoeterij van graaf Conversano
- Maestoso (* 1773) Schimmelhengst van het barokke rijpaard-type uit de hofstoeterij Kladrub
- Favory (* 1779) Valkkleurige hengst van het barokke rijpaard-type uit hofstoeterij Kladrub
- Siglavy (*1810) Arabische schimmelhengst, in 1816 direct in de woestijn aangekocht.

Hoewel de keizerlijke hofstoeterij Lippiza altijd leidend is geweest in de ontwikkeling van het lipizzanerras, ontstonden er aan het eind van de 18e eeuw in het Habsburgse keizerrijk verschillende militaire en staatsstoeterijen, zoals Mezöhegyes, Radautz, Bábolna en Piber. Hier werden ook lipizzaners gefokt, die uiteindelijk de basis vormden voor onder andere de huidige lipizzanerfokkerijen in Hongarije en Roemenië. In Mezöhegyes ontstond rond 1800 een zevende nog steeds bestaande hengstenlijn met de naam van stamvader Incitato. Zijn vader was de Spaanse hengst Curioso. Hengsten uit deze stam dekten in de 19e eeuw ook in de hofstoeterij Lippiza.
Daarnaast fokte de hoge adel binnen het Habsburgse Rijk ook lipizzaners op hun privéstoeterijen. Bekende namen hier zijn Jankovic, Esterhazy, Eltz en Pallavicini. In de stoeterij van de graven Jankovic te Terezovac (Suhopolje) ontstond in de 19e eeuw de achtste nog bestaande hengstenlijn, Tulipan, vernoemd naar een barokke hengst uit de Spaanse fokkerij van deze familie.
Naast deze hengstenstammen worden ongeveer 60 merriefamilies onderscheiden, onderverdeeld in klassieke (dat wil zeggen in hofstoeterij Lippiza ontstaan), Hongaarse, Kroatische en Roemeense merriefamilies.

## Gebruik
De lipizzaner is van oudsher gefokt als middelgroot, licht rij- en koetspaard. Een gezond, hard, sterk, wendbaar paard met veel uithoudingsvermogen en intelligent karakter. Dit maakt hem uitermate geschikt voor de hedendaagse (internationale) mensport. Beroemd zijn de Hongaren die al decennialang in de verschillende aangespannen disciplines wereldkampioenen met lipizzaners hebben. Meervoudig wereldkampioen IJsbrand Chardon heeft niet voor niets een paar jaar geleden voor zijn international indoor-vierspanwedstrijden voor de lipizzaner gekozen. Maar ook op nationaal niveau zijn verschillende aanspanningen actief, en met name in tandem-aanspanningen Nederlands kampioen geworden.
Als rijpaard is de lipizzaner bij uitstek bekend als hét klassieke dressuurpaard. Vanwege zijn aangeboren vermogen tot verzameling is hij uitermate geschikt voor de allerzwaarste oefeningen uit de Klassieke Dressuur, met inbegrip van de zogenaamde "schoolsprongen" als levade, courbette en capriole. Wereldberoemd zijn natuurlijk de lipizzanerhengsten van de Spaanse rijschool uit Wenen.
Vanwege zijn gemiddeld lagere stokmaat en relatieve kortbenigheid, lijkt de lipizzaner minder geschikt voor de hedendaagse dressuursport, hoewel ook daar uitzonderingen de regel bevestigen, zoals regelmatig dressuurruiters van het Sloveense A-dressuurkader ook internationaal laten zien.

## Overig
- De fokkerij van de lipizzaner wordt internationaal aangestuurd door de regelgeving van de "Lipizzan International Federation" (LIF), de overkoepelende internationale organisatie voor alle staatsstoeterijen en nationale lipizzanerstamboeken. Deze organisatie controleert de nationale lidorganisaties en stelt de rascriteria voor raszuiverheid en exterieur vast.
- De lipizzaner staat op de Sloveense euromunt van 20 cent.
- De Nederlands non-fictie-auteur Frank Westerman schreef een boek, Dier, bovendier, over het lipizzanerpaardenras, waarin hij de geschiedenis van de twintigste eeuw bekeek via de voorkeur van vorsten en dictators voor het lipizzanerras. Geïnspireerd door dit boek maakte Hans Fels in 2015 de filmdocumentaire Perfect Horse.
- De lipizzaner is eeuwenlang niet alleen een gebruikspaard, maar zeker ook een statussymbool voor de heersende macht. De stal van een machthebber bleek niet compleet, wanneer er niet zo'n keizerspaard aanwezig was. Recent[(sinds) wanneer?] heeft koningin Elizabeth II een tweetal lipizzanerhengsten (symbolisch) cadeau gekregen.
- De spelwijze van lippizaner/lipizzaner en Lipitza/Lippiza/Lipizza/Lipica riep decennialang verwarring op. Het Nederlandse Groene Boekje volgde de wereldstandaard sinds 1945, 'Lipizzaner', lange tijd niet. Ofschoon de Taalunie hierop meerdere malen formeel is gewezen, volhardde deze organisatie in de oude Duitse spelling van vóór 1945. Bij de zevende oplage van de Woordenlijst van 2005 werd de spelling dan toch gewijzigd in 'lipizzaner'.